# Bomsdorf (Uebigau-Wahrenbrück)
Bomsdorf ist ein 51 Einwohner zählender Ortsteil der Stadt Uebigau-Wahrenbrück im südbrandenburgischen Landkreis Elbe-Elster. Er befindet sich etwa zwei Kilometer nördlich des Stadtzentrums unmittelbar linksseitig der Schwarzen Elster im Landschaftsschutzgebiet Elsteraue zwischen Herzberg und Uebigau.

## Geschichte

Bomsdorf auf einer geschichtlichen Karte des Kreises Liebenwerda (1910).

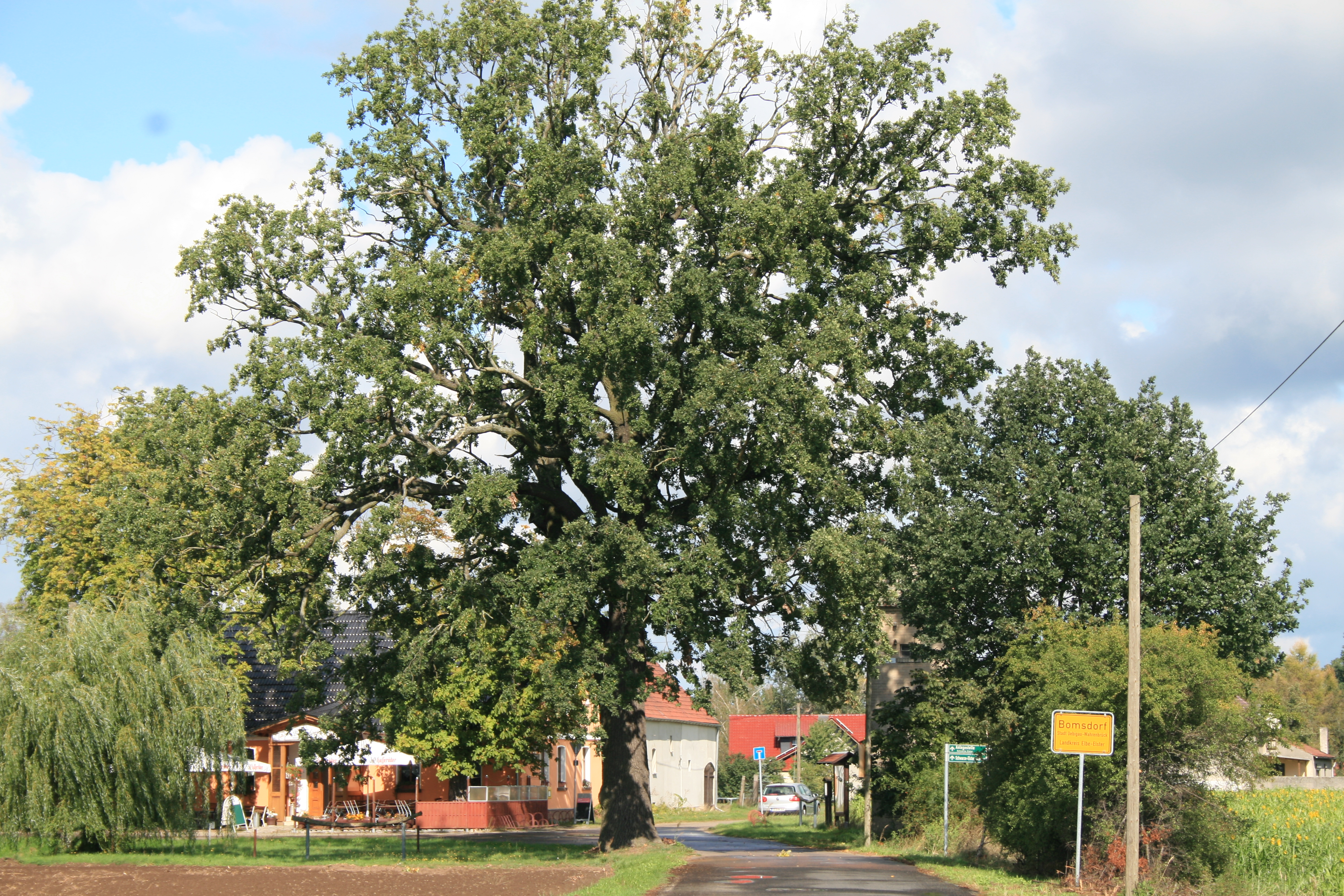
Ortseingang Süd (2015)

### Ortsgeschichte
Der Ort wurde 1314 erstmals urkundlich als villa Bochemanzdorf erwähnt. Spätere Schreibweisen waren 1384 Bomstorph, 1422 (den hamer) Bomsdorff, 1445 Bomstorff, 1505 Bomsdorff. Die Originalurkunde der Ersterwähnung im Torgauer Betverzeichniss ging im Zweiten Weltkrieg verloren. Jedoch ist der ursprüngliche Ortsname vermutlich Bochemallsdorf gewesen. Dieser slawische Name erklärt sich durch die Wurzeln bog- (Gott) und mil- (lieb, teuer). Somit bedeutet der Name etwa so viel wie Gottliebssdorf.
Bis 1406 gab es im Ort eine Hammermühle. Die, bis 1800 zum Rittergut Wiederau gehörende, Wassermühle wurde im Zuge der Elsterregulierung 1852 eingezogen.
Im Jahre 1556 legte eine Feuersbrunst einen Großteil des Ortes in Schutt und Asche. Von den damals vorhandenen dreizehn Anwesen brannten neun ab. 1589 lebten 13 begüterte männliche Personen mit ihren Familien im Ort, davon waren zwölf Gärtner und einer Häusner. Alle Bewohner mussten ihre Zinsen, Steuern und Abgaben unmittelbar dem kursächsischen Amt Liebenwerda entrichten. Das Dorf wurde 1637 wie viele Orte in der Umgebung während des Dreißigjährigen Krieges weitgehend dem Erdboden gleichgemacht. Die Not war in der Folgezeit so groß, dass die vom Liebenwerdaer Amtmann trotzdem eingeforderten Steuern trotz Androhung von Strafen letztlich nicht eingetrieben werden konnten.
1835 zählte das Dorf zusammen mit Neuhaus 19 Wohnhäuser und 95 Einwohner. An Vieh wurden 15 Pferde, 101 Stück Rindvieh und 2 Schweine gezählt.
1871 eröffnete, am südlichen Ortseingang das „Gasthaus Bomsdorf“. 1921 wurde es an die heutige Betreiberfamilie verkauft und seither in fünfter Generation weitergeführt.
Am 22. März 1970 erfolgte die Eingemeindung des Ortes in das benachbarte Uebigau.
Am 31. Dezember 2001 wurden Uebigau und die Stadt Wahrenbrück mit den Gemeinden Bahnsdorf, Drasdo sowie Wiederau zusammengeschlossen.

### Bevölkerungsentwicklung
| Jahr | Einwohner |
| ---- | --------- |
| 1875 | 198       |
| 1890 | 103       |
| 1910 | 100       |
| 1925 | 100       |
| 1933 | 94        |
| 1939 | 84        |
| 1946 | 117       |

| Jahr | Einwohner |
| ---- | --------- |
| 1950 | 119       |
| 1964 | 93        |
| 2016 | 56        |
| 2019 | 59        |
| 2020 | 57        |
| 2025 | 51        |

Bomsdorf ist, wie viele ländliche Gemeinden und Orte in Brandenburg, vom Bevölkerungsrückgang betroffen.

## Verkehr
Nach Bomsdorf verkehren werktags außer samstags Busse der Linie 577 Bad Liebenwerda - Falkenberg/Elster des Verkehrsmanagements Elbe-Elster. Mit dieser überwiegend auf den Schülerverkehr abgestimmten Linie bestehen direkte Verbindungen zu den Bahnhöfen Falkenberg (Elster) und Bad Liebenwerda.
Die Entfernung zur Bundesstraße 101 im benachbarten Langennaundorf beträgt etwa sechs Kilometer.
Bomsdorf ist südlich über die Verlängerung der Herzberger Str. in Uebigau mit dem Auto zu erreichen. Früher führte eine Holzbrücke über die Schwarze Elster, welche in den 60er oder 70er Jahren ersatzlos abgerissen wurde. 2008 wurde im Stadtparlament für die Einrichtung einer Fähre, an stelle der alten Brücke, geworben. Dieser Vorschlag wurde nicht umgesetzt. Durch den Wegfall der Brücke wurde Bomsdorf, für den Autoverkehr, zu einem Sackgassendorf. 
Über den Elsterdamm führen die Elsterradtour und der Schwarze-Elster-Radweg.